# Two Naughty Boys Upsetting the Spoons
Two Naughty Boys Upsetting the Spoons é um filme de comédia do Reino Unido de 1898. O filme mudo foi escrito, dirigido e produzido por James Williamson.